# Нове Садлово
Нове Садлово (пол. Nowe Sadłowo, нім. Neusedlau) — село в Польщі, у гміні Рипін Рипінського повіту Куявсько-Поморського воєводства.
Населення — 179 осіб (2011).
У 1975-1998 роках село належало до Влоцлавського воєводства.

## Демографія
Демографічна структура станом на 31 березня 2011 року:
|          | Загалом | Допрацездатний вік | Працездатний вік | Постпрацездатний вік |
| -------- | ------- | ------------------ | ---------------- | -------------------- |
| Чоловіки | 94      | 27                 | 58               | 9                    |
| Жінки    | 85      | 15                 | 49               | 21                   |
| Разом    | 179     | 42                 | 107              | 30                   |